# Austrachipteria gigantea
Austrachipteria gigantea är en kvalsterart som först beskrevs av Hammer 1967.  Austrachipteria gigantea ingår i släktet Austrachipteria och familjen Austrachipteriidae. Inga underarter finns listade.